# 347 км (зупинний пункт)
347 км — пасажирська зупинна залізнична платформа Лиманської дирекції Донецької залізниці.
Розташована в селі Веселе, Синельниківський район, Дніпропетровської області на лінії Чаплине — Покровськ між станціями Межова (10 км) та Демурине (12 км).
На платформі зупиняються приміські електропоїзди.